# WiTricity
WiTricity, skraćenica za "wireless electricity" (bežična struja), zaštitni je znak WiTricity Corp. i naziv koji koristi istraživački tim na MIT-u koji vodi profesor Marin Soljačić kako bi opisali sposobnost prijenosa električne energije do uređaja bez korištenja žica. WiTricity se temelji na magnetski uparenim rezonatorima, a prijenos energije se ostvaruje uz pomoć predajne i prijemne zavojnice koje su rezonantne na istoj frekvenciji.

## Tehnička pozadina

### Pregled
Bežični prijenos struje nije nova ideja; Nikola Tesla je demonstrirao "prijenos električne energije bez žica" koji ovisi o električnoj vodljivosti već 1891. godine. Teslin efekt (nazvan tako u čast Nikole Tesle) je arhaičan naziv za primjenu ove vrste električne vodljivosti (kretanje energije kroz prostor i materiju, a ne samo stvaranje napona u vodiču). William C. Brown demonstrirao je 1964. u CBS-ovim Večernjim vijestima s Walterom Cronkiteom ("CBS Evening News with Walter Cronkite") model helikoptera koji je svu energiju potrebnu za let dobivao pomoću mikrovalne zrake. Između 1969. i 1975. Bill Brown bio je tehnički direktor JPL Raytheon programa koji je poslao 30 kW preko udaljenosti od 1 milje (oko 1,6 km) s učinkovitošću od 84%.
Za razliku od bežičnog prijenosa energije na velike udaljenosti, koji se temelji na elektromagnetskim (EM) valovima, WiTricity temelji na upotrebi rezonantnih objekata u paru. Dva takva objekta iste rezonantne frekvencije sklona su učinkovitoj razmjeni energije, dok istovremeno tek slabo reagiraju sa stranim rezonantim objektima. Ne zna se točno zašto se ova tehnologija nije razvijala. Istraživači to pripisuju mnogim razlozima, od ograničenja dobro poznatih zakona fizike pa do nedostatka potrebe. Tek od nedavno potrošači imaju veliki broj prenosivih uređaja koji trenutno zahtijevaju baterije i punjače.

### Eksperimentalna demonstracija
Istraživači s MIT-a su uspješno demonstrirali bežični prijenos energije s izvora do 2 metra udaljene žarulje od 60 W s učinkovitošću od oko 40%. Pri tome su koristili dvije bakrene zavojnice od oko 60 cm u promjeru, koje su bile ugođene na frekvenciju od 10 MHz. Jedna je bila spojena na električnu mrežu, a na drugu je bila spojena žarulja. Žarulja je nastavila svijetliti čak i kad je između dvije zavojnice postavljena drvena ploča. Aristeidis Karalis je izjavio "Ovdje vidimo čaroliju rezonantog uparivanja. Uobičajena nerezonantna magentska indukcija bila bi skoro milijun puta manje efikasna u tom osobitom sistemu." Takav sistem za komercijalnu uporabu mogao razviti za tri do pet godina.
U srpnju 2009., na TED Global konferenciji održanoj u Oxfordu ovu tehnologiju u nastajanju je demonstrirao Eric Giler, izvršni direktor američke tvrtke WiTricity. U ovoj demonstraciji, Giler je pokazao kako je moguće električnom energijom napajati televizor kao i tri različita mobitela, što je problem koji je inspirirao Soljačića da se uključi u projekt.
Daljnji razvoj ove tehnologije uključuje prijenos podataka - prijenos neće interferirati s radio valovima zbog čega takvi uređaji neće morati imati dozvolu ili vladino dopuštenje.

### Moguće industrijske primjene
U prosincu 2013. Toyota je licencirala WiTricity tehnologiju za buduću seriju električnih automobila. U lipnju 2014. WiTricity Corp. je sklopila ugovor s Intelom o integraciji njihove tenologije u Inteleove uređaje. Još nekoliko kompanija preuzelo je licencu.

## Vanjske poveznice
- Tanja Rudež. Otkriće Marina Soljačića postalo svjetska vijest. Portal Hrvatskoga kulturnog vijeća
- Jonathan Fildes. Wireless energy promise powers up. BBC News (eng.)
- Franklin Hadley. Goodbye wires…. MIT News (eng.)
- Wireless Power Transfer - WiTricity (eng.)
- Supporting Online Material for Wireless Power Transfer via Strongly Coupled Magnetic Resonances (PDF). Science Magazine (eng.)